# Гринд кратких пераја
Гринд кратких пераја или црни делфин кратких пераја (лат. Globicephala macrorhynchus) је морски сисар из породице океанских делфина (Delphinidae). 

## Распрострањење
Ареал врсте Globicephala macrorhynchus обухвата Атлантски, Индијски и Тихи океан.

## Станиште
Станиште врсте су морски екосистеми.

## Угроженост
Подаци о распрострањености ове врсте су недовољни.